# الشرنبية
قرية الشرنبية هي إحدى القرى التابعة لمركز الضبعة في محافظة مطروح في جمهورية مصر العربية. حسب إحصاءات سنة 2018، بلغ إجمالي السكان في الشرنبية 2,252 نسمة، منهم 1,152 رجل و 1,110 امرأة.